# Bussangský průsmyk

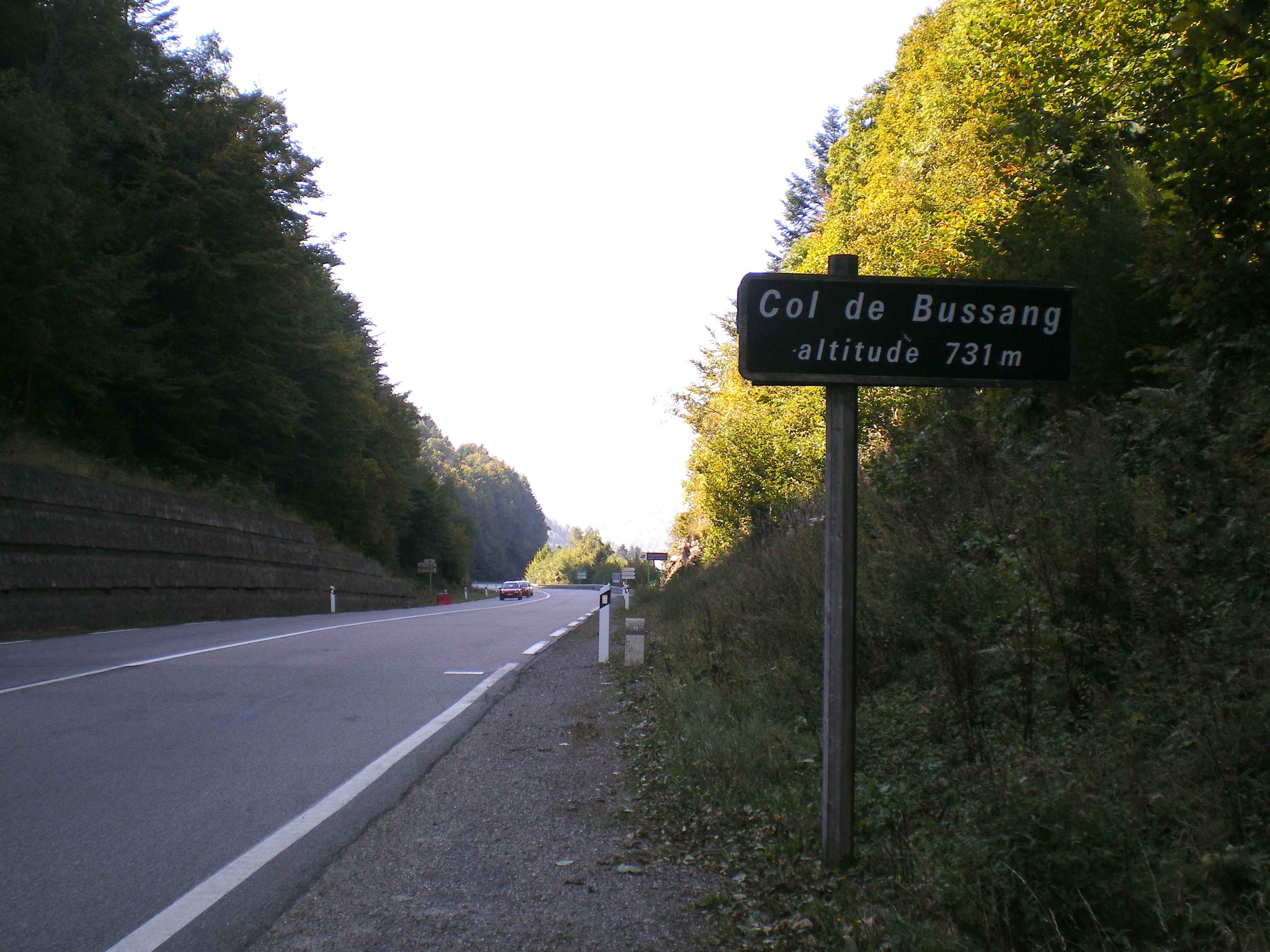
Bussangský průsmyk

Bussangský průsmyk (francouzsky col de Bussang, německy Büssing Pass) je horský průsmyk ve Vogézách. Nachází se 8,4 kilometru severovýchodně od hory Ballon d'Alsace, mezi obcemi Bussang a Urbès, v nadmořské výšce 731 metrů nad mořem. Vede přes něj francouzská silnice 66, spojující Alsasko s Lotrinskem. Mezi lety 1871-1919 přes průsmyk vedla francouzsko-německá hranice. Na západní straně průsmyku se nachází pramen Mosely.